# Acanthodactylus robustus
Acanthodactylus robustus är en ödleart som beskrevs av  Werner 1929. Acanthodactylus robustus ingår i släktet fransfingerödlor, och familjen lacertider. IUCN kategoriserar arten globalt som livskraftig. Inga underarter finns listade i Catalogue of Life.